# Mesobrochus lethaeus
Mesobrochus lethaeus là một loài Trichoptera hóa thạch trong họ Polycentropodidae.